# Den Franske flåde
Den Franske flåde, officielt kaldt Marine nationale (Den nationale flåde) og ofte kaldt La Royale er den maritime del af det franske militær. Den består af et bredt udvalg af skibe, fra patruljebåde til missilbevæbnede fregatter, og den har et atomdrevet hangarskib og 10 atomdrevne undervandsbåde, hvoraf de fire er udrustet med interkontinentale missiler.
Den franske flådes motto er Honneur, Patrie, Valeur, Discipline ("Ære, Fædreland, Mod, Disciplin"). Disse ord kan findes prentet på dækket af alle flådens skibe.

## Historie
Den franske flåde har tilnavnet La Royale ("den kongelige"). Årsagen er ikke helt klar. Nogle mener at det skyldes den traditionelle tilknytning til det franske monarki, andre hævder, at før den blev nationale var det naturligt at kalde den royale, men navnet kan også skyldes, at dens hovedkvarter lå i rue Royale i Paris. Den franske flåde benyttede ikke officielt den kongelige titel, som det skete i andre europæiske lande, for eksempel HMS i Storbritanniens Royal Navy.

### Middelalderen
Den franske flådes historie rækker tilbage til middelalderen, hvor den blev slået af englænderne i slaget ved Sluys i 1340. Støttet af en flåde fra Castilien lykkedes det til gengæld franskmændene af slå englænderne i slaget ved La Rochelle i 1372, men de fleste kilder påpeger også, at den franske indsats primært foregik på landjorden.

### Colbert
Flåden blev en fast bestanddel i det nationale magtapparat i løbet af det 17. århundrede, i Ludvig 14.'s regeringstid. Under "Solkongen" og hans finansminister Colberts bevågenhed fik flåden både penge og udrustning, og slog for alvor igennem i krigen mod Nederlandene i 1672-78, hvor den blandt andet besejrede en kombineret hollandsk-spansk flåde i slaget ved Palermo i 1676, der førte til fransk dominans på Middelhavet. Senere, i den Pfalziske Arvefølgekrig 1688-97, gjorde flåden sig også godt gældende mod Royal Navy og den hollandske flåde, men pengemangel tvang senere flåden til at blive i havn, og derefter overtog englænderne og hollænderne initiativet.

### 18. århundrede
I det 18. århundrede blev Royal Navy den helt dominerende flåde, og den tilføjede den franske flåde en række nederlag. Franskmændene havde dog ind imellem held med kampagner, blandt andet i Atlanterhavet under ledelse af Picquet de la Motte. I 1766-69 stod Louis Antoine de Bougainville i spidsen for den første franske jordomsejling.
Under den Amerikanske uafhængighedskrig spillede den franske flåde en afgørende rolle på amerikansk side. Flåden leverede en af sine bedste præstationer, da den under ledelse af de Grasse besejrede en jævnbyrdig britisk flåde i slaget ved Chesapeake i 1781. Det betød, at belejringen af Yorktown kunne opretholdes, så den indesluttede engelske hær til sidst måtte overgive sig til en fransk-amerikansk hær.
I Indien blev de franske kolonier forsvaret til søs af admiral Suffren, der i 1781-84 formåede at fravriste kontrollen over farvandet fra en lidt større britisk flådeafdeling under viceadmiral Sir Edward Hughes. Det skete gennem et antal søslag, der sikrede Suffrens berømmelse som en af Frankrigs bedste søkrigere.
Under den franske revolution blev en lang række officerer med adelig baggrund udrenset af flåden (Blandt andet grev Charles d'Estaing), og uden ledelse var flåden kun en skygge af sig selv. Under Napoleon 1. blev der gjort ihærdige forsøg på at genoprette den som kampstyrke, men først døde admiral Latouche Tréville i 1804, og så kom slaget ved Trafalgar i 1805, hvor briterne ødelagde det meste af den kombinerede fransk-spanske flåde. Med den sejr lagde Storbritannien grunden til et maritimt overtag, der holdt helt frem til slutningen af 1. verdenskrig.
Den franske flåde var ind imellem stadig i stand til at bide fra sig, omend i mindre målestok. I 1810 lykkedes det en fransk fregateskadre at besejre en tilsvarende britisk styrke i slaget ved Grand Port ud for Île de France (det nuværende Mauritius), hvilket indbragte stor hæder til lederen, admiral Duperré. I resten af 1810 hærgede de franske fregatter handelsruterne i det Indiske Ocean, men sidst på året ankom en stærk engelsk eskadre, der både erobrede Île de France og ødelagde de franske skibe.

### Genopbygning i det 19. århundrede

#### Global indblanding
I en tale i 1852 proklamerede Napoleon 3., at "Imperiet står for fred" ("L'Empire, c'est la paix"), men i virkeligheden var hans udenrigspolitik klart fokuseret på at udvide Frankrigs magt og ære, om nødvendigt med våbenmagt. I den periode blev den franske flåde involveret i en række operationer over hele verden.

##### Oceanien
I 1842 sørgede en afdeling af den franske flåde, under admiral Dupetit Thouars for, at Tahiti blev et fransk protektorat. Den franske indflydelse i området blev efterhånden udvidet, blandt andet i kraft af at admiralens nevø Abel-Nicolas Dupetit Thouars undertvang Marquesasøerne i 1880.

##### Krimkrigen
Napoleon 3. modsatte sig Ruslands krav på indflydelse i det Osmanniske Rige, og det førte til Frankrigs vellykkede deltagelse i Krimkrigen (Marts 1854–marts 1856). Under krigen kæmpede Frankrig sammen med Storbritannien, og det lykkedes Napoleon af få skabt en alliance mellem de to lande, der også bestod efter krigens afslutning.

##### Erobringen af Indokina
Napoleon 3. var initiativtager til de første franske forsøg på at få skabt en koloni i Indokina. Han godkendte en kampagne i 1858, der skulle straffe vietnameserne for deres behandling af franske missionærer, og som samtidig skulle tvinge hoffet til at acceptere fransk tilstedeværelse i landet. Hans beslutning var præget af frygten for, at Frankrig ville blive reduceret til en andenrangs nation, hvis det ikke udbyggede sin indflydelse i Østasien. Der var også en voksende følelse af, at fransk kultur fortjente at blive udbredt. Indblandingen i Vietnam førte til en egentlig invasion i 1861. Året efter var krigen slut, og Vietnam afstod tre provinser mod syd, som blev til fransk Cochinkina. Desuden blev tre andre havne åbnet for fransk skibsfart, og franske krigsskibe fik fri passage til Cambodja (hvilket førte til dannelsen af et fransk protektorat over Cambodja i 1867), franske missionærer fik frit spil i området og endelig fik Frankrig en stor krigsskadeserstatning for sine udgifter i forbindelse med krigen.

##### Anden opiumskrig
I Kina tog Frankrig del i den anden opiumskrig side om side med Storbritannien, og i 1860 trængte franske tropper ind i Beijing. Kina blev tvunget til at afgive flere rettigheder på handelsområder, at tillade fri sejlads Yangtze-floden, at give borgerrettigheder og religionsfrihed til alle kristne, og til at betale en enorm skadeserstatning til Frankrig og Storbritannien. Kombineret med den franske fremfærd i Vietnam, var der nu basis for at øge den franske indflydelse i Kina, og det førte til dannelsen af en fransk indflydelsessfære i det sydlige Kina.

##### Mexico
Den franske flåde gennemførte en vellykket blokade af Mexico under kagekrigen i 1838.. Flåden var tilbage i mexicanske farvande under den franske intervention i Mexico (januar 1862–marts 1867). Napoleon 3. brugte den mexicanske republiks manglende vilje og evne til at betale sin udenlandske gæld som springbræt for en plan om at (gen)etablere Frankrigs indflydelse i Nordamerika. Det skete via oprettelsen af et fransk-støttet monarki i Mexico, støttet af lokale konservative, der var trætte af den mexicanske republiks anti-kirkelige politik.

##### Korea
I 1866 deltog den franske flåde i et forsøg på at afstraffe Korea efter mord på franske missionærer. Der blev også gjort forsøg på at opbygge en base i koreanske farvande, men uden held. Den franske flåde opererede også i japanske farvande. og deltog i bombardementet af Shimonoseki i 1863. I 1867-1868 var der en franske militærdelegation i Japan, og nogle af dens officerer tog senere del i Boshinkrigen på shogunatets side og på privat initiativ, .

##### Fransk-kinesiske krig
Anvendelsen af den franske flåde i fjernøsten nåede sit højdepunkt i første halvdel af 1880'erne. Den fjernøstlige eskadre (escadre de l'Extrême-Orient) blev oprettet ved begyndelsen af den fransk-kinesiske krig (August 1884 til april 1885), og den bestod af to (senere tre) divisioner under kommando af admiral Courbet, og deltog i adskillige operationer langs den kinesiske kyst og i farvandene omkring Formosa (Taiwan). Det afgørende slag stod ved Fuzhou, 23. august 1884, hvor det meste af Kinas sydlige flåde, baseret i Fujian-provinsen, blev ødelagt. Desuden tog eskadren del i bombardementer og landgangsoperationer ved Jilong (Keelung) og Danshui (Tamsui) (5. og 6. august 1884 og 1.-8. oktober 1884), i blokaden af Formosa (Oktober 1884 til april 1885), i slaget ved Shipu (14. februar 1885), det såkaldte "slag ved Zhenhai" (1. marts 1885), Pescadores-kampagnen (marts 1885) og endelig "risblokaden" af Yangtze-floden (marts-juni 1885).

#### Teknologiske fremskridt (19. århundrede)
I det 19. århundrede blev flåden genopbygget og blev betragtet som den næstbedste i verden, efter Royal Navy, der var langt større. Det, Frankrig manglede i værftskapacitet og økonomisk muskelkraft, søgte man i stedet at opveje via et teknologisk forspring, for på den måde at kunne konkurrere med briterne. De vigtigste franske landvindinger var:
- Frankrig var foregangsland i udviklingen af eksplosive granater (i stedet for kanonkugler) til flåden, baseret på den opfindelse, der var gjort af Henri-Joseph Paixhans
- I 1850 blev Le Napoléon søsat som verdens første skruedrevne linjeskib.
- La Gloire var verdens første oceangående panserskib, da den blev søsat i 1859.
- I 1863 søsatte den franske flåde Plongeur, den første undervandsbåd i verden med mekanisk fremdrift.
- I 1876 blev det franske slagskib Redoutable søsat som verdens første krigsskib af stål.
- I 1887 søsattes Dupuy de Lôme som den første moderne panserkrydser uden rigning. Byggeriet var imidlertid så længe undervejs, at andre tilsvarende krydsere nåede at blive færdige først.

Den franske flåde fulgte i 1880'erne og 90'erne doktrinen fra Jeune École (den unge skole), der gik ud på, at landet bedst kunne forsvares (mod Storbritannien) af en stor styrke af små skibe, der var udrustet med torpedoer, først torpedobåde og senere også undervandsbåde.
Fransk skibsbygning vakte blandt andet interesse i det nyligt industrialiserede Japan, som i 1885 inviterede den franske ingeniør Émile Bertin til landet, hvor han assisterede i udviklingen af nye krigsskibe til den kejserlige japanske flåde i perioden 1886-90. Nogle af skibene blev bygget i Frankrig, andre i Japan, hvor Bertin også bidrog til udviklingen af skibsværfter og flådebaser. Andre lande som Spanien og Grækenland fik også bygget skibe i Frankrig i denne periode.
- La Gloire (1859).
- Plongeur (1863).
- Redoutable (1876).
- Dupuy de Lome (1887).

### 20. århundrede
Perioden fra 1878 til år 1900 havde været præget af stor forvirring i skibstyper og strategi. I år 1900 opgav man definitivt tankerne fra jeune école og baserede igen flåden på slagskibe og krydsere. Der blev iværksat en otteårs-plan for skibsbygning, men med de økonomiske rammer, der blev lagt, kunne Frankrig slet ikke følge med i den almindelige oprustning til søs. I kraft af kapløbet mellem Storbritannien og Tyskland blev den franske flåde overhalet af den tyske, og også US Navy rykkede forbi den franske, og i begge lande kom man også på det teknologiske område foran Frankrig. I århundredets første årti havde Frankrig den største og mest avancerede flåde af undervandsbåde, men også på dette område blev landet indhentet. Frankrig var længe om at introducere moderne krigsskibe som slagskibe af dreadnought-typen og lette krydsere, og da 1. verdenskrig brød ud, var der relativt få moderne skibe i flåden.
Med Entente Cordiale sluttede tiden, hvor Storbritannien blev set som den potentielle fjende, og hermed blev behovet for en stærk flåde reduceret. Skønt der ikke fandtes en formel militær alliance, var der en de facto forståelse af, at Frankrig skulle stå i spidsen for søkrigen i Middelhavet, mens Storbritannien skulle beskytte Frankrigs nordkyst mod den tyske flåde. Under krigen gik de fleste franske resurser til hæren, og ud over at man færdiggjorde tre slagskibe under bygning, omfattede flådens nybygningsprogrammer kun mindre skibe. På trods af de tyske undervandsbådes succeser tidligt i krigen, var den franske flåde meget længe om at indse truslen fra dem, og man ventede også alt for længe med at indføre egentlig konvojsejlads. De franske tab omfattede blandt andet fire slagskibe af før-dreadnought typen. Den vigtigste franske operation i Middelhavet var deltagelsen i operationen ved Dardanellerne og slaget ved Gallipoli, og Jenkins konkluderer, at den franske flådes indsats i Middelhavet ikke var tilfredsstillende.
Antallet af franske krigsskibe ved indledningen og afslutningen på 1. verdenskrig var følgende:
| Skibstype                 | Antal 1914 | Antal 1918 |
| ------------------------- | ---------- | ---------- |
| dreadnought slagskibe     | 4          | 7          |
| før-dreadnought slagskibe | 17         | 13         |
| panserkrydsere            | 22         | 18         |
| beskyttede krydsere       | 13         | 12         |
| destroyere (over 500 t)   | 35         | 42         |
| torpedobåde               | 180        | 164        |
| undervandsbåde            | 50         | 61         |

#### Forløberen for hangarskibet
Det var en franskmand (Henri Fabre), der stod bag opfindelsen af det første brugbare søfly i 1910, da han konstruerede Le Canard med pontoner. Herfra var der ikke langt til tanken om at lade skibe medtage søfly, og allerede i 1911 ombyggede den franske flåde det gamle depotskib Foudre til moderskib for søfly – det første i verden af sin art. Skibet var forsynet med en stor hangar, der kunne rumme fire søfly, som blev sænket ned på havet med kran, og samlet op igen efter brug. I november 1913 gik man i gang med en ny ombygning af Foudre, der fik et 10 m langt startdæk på forskibet, så flyene kunne sendes af sted direkte fra skibet.

#### Skibsbygning i årene mellem verdenskrigene
Da 1. verdenskrig sluttede, var Frankrig stadig den fjerdestørste sømagt i verden, efter Storbritannien, USA og Japan (der havde overtaget pladsen efter Tyskland), men den italienske flåde var tæt på. Da Italien blev betragtet som en potentiel modstander, var det problematisk, at Frankrig ved de begrænsninger, der blev lagt for skibsbygning ved Washington-traktaten i 1922, blev sidestillet med netop Italien.
Flådetraktaterne mellem verdenskrigene lagde begrænsninger for, hvad der kunne bygges, og i den franske flåde koncentrerede man sig om at bygge så gode skibe som muligt, inden for nogle få skibstyper, især destroyere. Frem for at satse på mange små destroyere, valgte man at bygge mindre serier af superdestroyere, der til gengæld savnede sidestykke i andre lande, og som under 2. verdenskrig af de allierede nærmest blev betragtet som små krydsere. Le Fantasque-klassen fra 1935 har stadig titlen som verdens hurtigste destroyer-klasse. Foruden nogle serier af helt almindelige undervandsbåde, byggede den franske flåde også verdens eneste "undervandskrydser" Surcouf, der i hele sin levetid var verdens største undervandsbåd. Som svar på de tyske lommeslagskibe af Deutschland-klassen byggede Frankrig de to slagskibe af Dunkerque-klassen. På trods af deres relativt beskedne størrelse var der tale om skibe med et afbalanceret, funktionelt design, og de kan ses som forløbere for de hurtige slagskibe, der blev bygget af sømagterne i de følgende år. Den franske udgave af denne skibstype var Richelieu-klassen, der af nogle skibshistorikere anses for at være de bedste slagskibe, der blev bygget inden for begrænsningerne i flådetraktaterne.
Selv om den franske opfinder Clément Ader allerede i 1909 havde foreslået, at man byggede et skib med et fladt dæk øverst, svarende til moderne hangarskibe, varede det helt til 1920'erne, før den franske flåde fik sit første og eneste hangarskib inden 2. verdenskrig. I 1920 udførte søofficeren Paul Teste den første franske landing på et skibsdæk, da han landede på hangarskibet Bearn, der på det tidspunkt stadig var under bygning, og først indgik i flåden i 1927.
Da Tyskland angreb Frankrig i maj 1940, var de vigtigste skibe i den franske flåde:
- moderne slagskibe: 2 (Dunkerque-klassen), plus to søsat og yderligere et under bygning.
- ældre slagskibe (dreadnoughts): 5 (Bretagne, Provence, Lorraine, Paris og Courbet)
- hangarskibe: 1 (Béarn), plus Joffre påbegyndt i 1938, men opgivet i juni 1940)
- moderskibe for søfly: 1 (Commandant Teste)
- svære krydsere: 7
- lette krydsere: 11, plus en under bygning
- store destroyere: 32 (Contre-Torpilleurs)
- destroyere: 38, plus 11 under bygning
- undervandsbåde: 77, plus 24 under bygning
- kanonbåde og eskorteskibe: 65, plus mere end 20 under bygning og adskillige i reserve.

Af de tre slagskibe under bygning, blev Richelieu færdigt i juli 1940, mens Jean Bart først blev fuldført efter krigen, og Clemenceau aldrig blev færdigbygget.

#### Anden verdenskrig
Da krigen brød ud, blev den franske flåde straks involveret i en række operationer mod aksemagterne, og deltog blandt andet i slaget om Atlanten, og de allierede operationer i forbindelse med det tyske angreb på Norge i 1940, evakueringen efter slaget ved Dunkerque, samt starten på søkrigen i Middelhavet. Nederlaget til Tyskland og den efterfølgende våbenstilstand ændrede fuldstændigt situationen, og den franske flåde måtte trække sig ud af kampene.
For den britiske regering udgjorde den franske flåde under Vichy-regeringen potentielt en dødelig trussel. Truslen kunne blive til virkelighed, hvis Frankrig skulle vælge at slutte sig til Tyskland, eller, hvad der var mere sandsynligt, hvis den tyske flåde (Kriegsmarine) skulle komme i besiddelse af de franske skibe. Det var derfor afgørende for briterne, at skibene i den franske flåde blev neutraliserede og holdt uden for konflikten. Den franske Middelhavsflåde havde en eskadre i Alexandria i det britisk-kontrollerede Ægypten. Den erklærede sig neutral og fik lov til at ligge i fred. En del franske skibe var søgt til England efter nederlaget, og mange af dem sluttede sig til den nye Frie franske flåde (Forces navales françaises libres), FNFL, der var blevet dannet af general de Gaulle's eksilregering som en del af de Frie franske styrker.
Imidlertid lå det meste af den franske flåde i fransk Nordafrika, i Mers-el-Kebir, samt i Dakar i Fransk Vestafrika. Royal Navy afleverede et ultimatum til flåden i Mers-el-Kebir, og da det viste sig umuligt at nå til enighed, angreb briterne den 3. juli 1940, og sænkede eller beskadigede en række franske skibe i Operation Catapult. I september samme år forsøgte briterne og de frie franske styrker at erobre Dakar, men led nederlag til de franske styrker, der var tro mod Vichy-regeringen. Angrebene fra de gamle allierede førte til stor forbitrelse i Frankrig, og Dakar-operationen udløste et fransk modspil i form af et luftangreb på den britiske base i Gibraltar. Skønt de britisk-franske relationer således blev stærkt nedkølede, fortsatte enkelte franske skibe dog med at slutte sig til de allierede. De efterfølgende kampe, slaget om Gabon, kampagnen i Syrien og Libanon samt slaget om Madagaskar, sluttede alle med nederlag til Vichy-styrkerne.
Som led i Operation Torch i november 1942 gik de allierede i land i Fransk Nordafrika, og efter et par dages modstand og kortvarige forhandlinger skiftede Vichy-tropperne side. Det fik Tyskland til at besætte den del af Frankrig, der hidtil havde været styret af Vichy-regeringen. Den tyske besættelse omfattede også den vigtigste franske flådehavn i Toulon hvor størsteparten af de overlevende franske krigsskibe lå. De udgjorde et vigtigt punkt i de tyske planer, og der var afsat styrker under kommando af SS til at erobre dem. Planen blev imidlertid forpurret af de franskmændene, der sænkede deres egne skibe, så de ikke faldt i tyske hænder. Ingen af slagskibene (og kun få større skibe i det hele taget) kunne efterfølgende repareres af tyskerne. Nogle få skibe undslap fra Toulon og sluttede sig til de allierede. Blandt andet forsøgte fem ubåde at bryde ud fra havnen, og det lykkedes for fire af dem, hvoraf de tre, Casabianca, Glorieux og Marsouin sejlede til Nordafrika for at slutte sig til FNFL. Efter "Torch" sluttede flere franske skibe sig til de allierede, herunder også eskadren i Ægypten, og der deltog flere frie franske krigsskibe i de allierede landgangsoperationer Operation Overlord i Normandiet og Operation Dragoon i Sydfrankrig.
I takt med at kysterne omkring Europa blev erobret, blev flådens kampoperationer indstillet, og de mange af skibene blev brugt til minerydning, mens mandskabet hjalp med at reparere havneanlæg og andre landinstallationer. Slagskibet Richelieu havde kæmpet sammen med den britiske flåde i Atlanten og blev sendt til den britisk Østflåde (Eastern Fleet) i 1944, og skibet var i Fjernøsten, da Japan overgav sig i 1945. Da krigen sluttede, var den franske flådes tonnage på 400.000 ton mod 800.000 ton i maj 1940.

## Den franske flåde i dag
Den franske flåde har et af de højeste mandskabstal blandt flåderne i Vesteuropa, og omfatter blandt andet også Marseilles Marine Brandsluknings-bataljon. Chefen for flådestaben er admiral Pierre-François Forissier.

### Sektioner
Flåden er delt i fem sektioner:
- Force d'Action Navale ("Flådens aktionsstyrke"), overfladeskibene
- Forces Sous-marines ("Undervandsstyrken"), den strategiske atomare afskrækkelsesstyrke, baseret på Île Longue
- Aviation Navale ("Flådens flystyrke"), land- og skibsbaserede fly og helikoptere
- Fusiliers Marins ("Flådens fusilierer", landstyrker, der skal bevogte flådens baser og depoter) og Commandos de Marine (amfibie-angreb og andre specielle operationer), kollektivt betegnet som FORFUSCO.
- Gendarmerie maritime, maritimt militærpoliti og kystvagt

Bemærk at Troupes de Marine ("De maritime tropper"), som udgøres af Régiments d'Infanterie de Marine (som består af infanteri, kavaleri samt faldskærmstropper) og Artillerie de Marine er det moderne navn for Troupes Coloniales ("Kolonitropperne"), og er ikke en del af flåden, men af den franske hær.

### Skibe
Den franske flådedoktrin omfatter to hangarskibe, men Frankrig har kun ét, Charles de Gaulle. Bevillingen af det næste franske hangarskib, baseret på den nye britiske Queen Elizabeth-klasse, er blev udskudt adskillige gange af økonomiske årsager, og man har i stedet satset på FREMM-projektet, der har bedre eksportmuligheder. Beslutningen om, hvorvidt det andet hangarskib skal bygges, er nu udskudt til 2012.
Flåden er midt i en større teknologisk omstillingsproces, og der er blevet bestilt både nye undervandsbåde og nye jagerfly (Dassault Rafales).
For tiden (2012) er de vigtigste aktive skibe:
- 1 hangarskib, Charles de Gaulle
- 3 amfibie-helikopterskibe af Mistral-klassen
- 1 amfibie-dokskibe af Foudre-klassen
- 7 destroyere af Georges Leygues-klassen
- 2 destroyere af Horizon-klassen
- 2 destroyere af Cassard-klassen
- 1 destroyer af Tourville-klassen
- 6 fregatter af Floréal-klassen
- 5 fregatter af La Fayette-klassen
- 9 korvetter af D'Estienne d'Orves-klassen
- 11 minerydningsfartøjer af Èridan-klassen
- 4 SLBM-udrustede undervandsbåde af Triomphant-klassen
- 6 atomdrevne angrebsubåde af Rubis-klassen

- Hangarskibet Charles De Gaulle
- Krydseren Jeanne d'Arc
- Amfibie-helikopterskibet Tonnerre
- Destroyeren Forbin
- Fregatten Surcouf
- Missil-undervandsbåden Téméraire
- Missil-sporingsskibet Monge
- Kommunikationsskibet Dupuy de Lôme

### Fly
For tiden (2011) har flåden følgende fly (I parentes de flotilles, der anvender flyene) :
- Skibsbaserede fly
  - 3 E-2 Hawkeye (4F)
  - 27 Dassault Rafale (11F, 12F)
  - 30 Dassault-Breguet Super Étendard (17F)
- Maritime patruljefly
  - 22 Breguet Atlantique 2 (21F, 23F)
  - 4 Dassault Falcon 50 M (24F)
  - 5 Dassault Falcon 200 "Gardian" (25F)
- Støtte og træning
  - 11 Xingu (24F, 28F)
  - 7 Cap 10 (50S)
  - 9 MS88 Rallye (50S)

### Helikoptere
- Skibsbaserede helikoptere
  - 3 NHI NH90 (31F)
  - 26 Westland Lynx HAS.2 (34F)
  - 16 Eurocopter AS565 Panther (36F)
- Redningshelikoptere (SAR)
  - 2 Eurocopter EC225 Super Puma (32F)
  - 11 SA 365 Eurocopter Dauphin (35F)
- Støtte og træning
  - 26 SA 3160 Aérospatiale Alouette III (35F, 22S)

### Baser
De aktive flådebaser er i 2009:
Frankrig
- Toulon, base for Charles de Gaulle, de taktisk atomubåde, en stor del af overfladeskibene samt det specielle korps af kampsvømmere; Commando Hubert.
- Brest, hjemsted for den del af overfladeskibene, der skal beskytte de strategiske undervandsbåde, søminetjenesten, træningseskadren for søofficerer (GEAOM), havundersøgelsesskibene, en flotille patruljebåde, slæbebåde og skoleskibe.
- Île Longue, (nær Brest) base for flådens strategiske atomundervandsbåde (FOST).
- Cherbourg, hjemhavn for en flotille patruljebåde, slæbebåde og dykkerenhed til minerydning, med dens støtteskib Vulcain (M611).

Oversøiske departementer og territorier
Regionale baser:
- Fort de France, Martinique med Floréal-klasse fregatten Ventôse (F733) og LST'en Francis Garnier.
- Degrad des Cannes, Fransk Guyana, lægger havn til patruljebådene La Capricieuse (P684) og L'Audacieuse (P682) af P400-klassen.
- Port des Galets, Réunion er base for en flåde, der bevogter Frankrigs store sydlige økonomiske zone, med blandt andet fregatterne Floréal (F 730) og Nivôse (F 732) af Floréal-klassen, patruljebådene Albatros (P681), La Boudeuse (P683) og La Rieuse (P690), samt LST'en La Grandière (L9034).
- Nouméa, Ny Kaledonien med fregatten Vendémiaire (F734) af Floréal-klassen, patruljebådene La Glorieuse (P686) og La Moqueuse (P688) af P400-klassen og LST'en Jacques Cartier (L9033)
- Papeete, fregatten Prairial (F731) af Floréal-klassen, patruljebådene La Railleuse (P689), La Tapageuse (P691) og Jasmin (P723), LST'en Dumont d'Urville (L9032), og den oceangående slæbebåd Revi (A635).

I udlandet
- Abu Dhabi
- Dakar, med landgangsskibet Sabre som depotskib for udstationerede skibe (6 skibe i 2007).
- Djibouti hjemhavn for flagskibet for ALINDIEN, den franske flådestyrke i det Indiske Ocean, med kommando- og tankskibet Var (A608), 2 fregatter udstationeret fra Toulon og en enhed kommandsoldater (commando Arta), støttet af landgangsskibet Dague (L9052).

Flådens flybaser er:
Frankrig
- BAN Landivisiau: 4F, 23F, 24F
- BAN Lann-Bihoue: 4F, 23F, 24F
- BAN Lanvéoc-Poulmic: 32F, 34F, 22S, 50S
- BAN Nîmes-Garons: 21F, 28F
- BAN Hyères: 31F, 35F, 36F, 57S

Overøiske departementer og territorier
- BAN Tontouta, (Ny Kaledonien): 25F

Andre baser:
Frankrig
- Aspretto
- Bayonne, med tre patruljebåde og skibe til overvågning af missil-afprøvningsområdet ved Biscarosse.
- Lorient, hovedkvarter og træningscenter for FORFUSCO, træningscenter for kommandoenhederne "Jaubert", "Kieffer", "de Montfort", "de Penfentenyo", og "Trepel" , samt det franske anti-terrorkorps Escouade de contre-terrorisme et de libération d'otages (ECTLO).
- Marseille, hvor byens brandvæsen er den del af den franske flåde, som Marseille Marine Brandbataljonen.

Overøiske departementer og territorier
- Dzaoudzi, ved Mayotte

### Fremtidsplaner
Den franske flåde er i færd med at blive forstærket, dels gennem modernisering og dels ved et udvidet styrkemål, under Projet de loi de programmation militaire 2003–2008 ("Lovprojektet om militærprogrammet 2003–2008")
, der blandt andet indeholder:
- 11 FREMM multirolle fregatter, hvoraf foreløbig otte er bestilt, og den første skal indgå i 2012.[13]
- Seks atomdrevne angrebsubåde af Barracuda-klassen. Den første (Suffren) skal være klar i 2017.
- Fire L-Cat landsgangsbåde er også bestilt.
- Hangarskib nummer to. Dette projekt er blevet udskudt adskillige gange, og kan ligge langt ud i fremtiden.

- Horizon-klasse destroyer
- FREMM multirolle fregat
- Barracuda-klasse undervandsbåd
- Fremtidigt fransk hangarskib

Moderniseringen af det eksisterende materiel omfatter blandt andet:
- Nye modeller af det velanskrevne Exocet-missil
- Aster og SYLVER systemer til missilforsvar og luftforsvar
- Krydsermissiler i form af den overflade- eller ubådsbaserede SCALP EG

## Rangbetegnelser i den franske flåde
Nedenfor vises rangfølgen i den franske flåde, med den franske betegnelse, den direkte oversættelse, den tilsvarende danske rang, og de tilsvarende britiske (Royal Navy) og amerikanske (US Navy) rangbetegnelser.

### Officerer
| Fransk rang (på fransk)                 | Fransk rang oversat til dansk | Tilsvarende dansk rang | Tilsvarende Royal Navy rang | Tilsvarende US Navy rang |
| --------------------------------------- | ----------------------------- | ---------------------- | --------------------------- | ------------------------ |
| Amiral                                  | Admiral                       | Admiral                | Admiral                     | Admiral                  |
| Vice-amiral d'escadre                   | Eskadre Viceadmiral           | Viceadmiral            | Vice-Admiral                | Vice-Admiral             |
| Vice-amiral                             | Viceadmiral                   | Kontreadmiral          | Rear Admiral                | Rear Admiral Upper Half  |
| Contre-amiral                           | Kontreadmiral                 | Flotilleadmiral        | Commodore                   | Rear Admiral Lower Half  |
| Capitaine de vaisseau                   | Orlogskaptajn                 | Kommandør              | Captain                     | Captain                  |
| Capitaine de frégate                    | Fregatkaptajn                 | Kommandørkaptajn       | Commander                   | Commander                |
| Capitaine de corvette                   | Korvetkaptajn                 | Orlogskaptajn          | Lieutenant-Commander        | Lieutenant-Commander     |
| Lieutenant de vaisseau                  | Orlogsløjtnant                | Kaptajnløjtnant        | Lieutenant                  | Lieutenant               |
| Enseigne de vaisseau de première classe | Orlogsfænrik af 1. klasse     | Premierløjtnant        | Sub-Lieutenant              | Lieutenant, junior grade |
| Enseigne de vaisseau de deuxième classe | Orlogsfænrik af 2. klasse     | Løjtnant               | Acting Sub-Lieutenant       | Ensign                   |
| Aspirant                                | Aspirant                      | Findes ikke            | Midshipman                  | Midshipman               |

### Befalingsmænd m.v.
| Fransk rang (på fransk)            | Fransk rang oversat til dansk  | Tilsvarende dansk rang                  | Tilsvarende Royal Navy rang | Tilsvarende US Navy rang   |
| ---------------------------------- | ------------------------------ | --------------------------------------- | --------------------------- | -------------------------- |
| Major                              | Major                          | Chefsergent                             | Warrant Officer I           | Chief Warrant Officer      |
| Maître principal                   | Hovedmester                    | Seniorsergent                           | Warrant Officer II          | Master Chief Petty Officer |
| Premier maître                     | Førstemester                   | Oversergent                             | Chief Petty Officer         | Chief Petty Officer        |
| Maître                             | Mester                         | Findes ikke                             | Petty Officer               | Petty Officer              |
| Second-maître                      | Andenmester                    | Sergent                                 | Petty Officer (junior)      | Petty Officer Second Class |
| Quartier-maître de première classe | Kvartermester af første klasse | Korporal                                | Leading Rate                | Petty Officer Third Class  |
| Quartier-maître de deuxième classe | Kvartermester af anden klasse  | Marinespecialist                        | Findes ikke                 | Seaman                     |
| Matelot breveté                    | Gast (uddannet)                | Marineoverkonstabel                     | Able Rate/Ordinary Rate     | Seaman Apprentice          |
| Matelot                            | Gast                           | Konstabel/Marineelev/Værnepligtig menig | Findes ikke                 | Seaman Recruit             |

- Vinteruniform
- Sommeruniform
- Tropeuniform
- Let brandmandstøj

## Betydningsfulde franske søofficerer

### Under monarkiet
- Florent de Varennes var Frankrigs første admiral, udnævnt af Ludvig den Hellige i 1240'erne.
- Jean de Vienne (1341 – 1396). Var admiral under hundredårskrigen og angreb de engelske kyster flere gange.
- Abraham Duquesne, marquis du Bouchet, (c. 1610-1688). Ledede den franske flåde, der i Middelhavet besejrede Spanien og Holland.
- Jean Bart (1651-1702). Vandt vigtige søslag over hollænderne.
- Anne Hilarion de Costentin, comte de Tourville (1642–1701). Vandt flere slag under den Pfalziske Arvefølgekrig.
- Jean Baptiste du Casse (1646-1715). Specielt aktiv i den Spanske Arvefølgekrig.
- René Duguay-Trouin, (1673-1736). Ligeledes en af profilerne i den Spanske Arvefølgekrig.
- Jacques Cassard (1679-1740). Udmærkede sig især som ekspert i beskyttelse af konvojer.
- François Thurot (1727-1760). Faldt i kamp under Syvårskrigen (1756–1763)
- Toussaint-Guillaume Picquet de la Motte (1720-1791). Mest kendt for sin indsats i den amerikanske uafhængighedskrig, hvor han vandt flere sejre over britiske eskadrer og konvojer.
- François-Joseph Paul, comte de Grasse (1722–1788). Mest kendt som sejrherre i slaget ved Chesapeake.
- Pierre André de Suffren de Saint Tropez (1729-1788). Udmærkede sig under en række slag mod Englænderne i det Indiske Ocean i 1780'erne.
- Jean Baptiste Charles Henri Hector, comte d'Estaing (1729–1794). Ledede en del af flåden under den amerikanske uafhængighedskrig. Korresponderede med kongehuset efter revolutionen og blev henrettet.

### Under revolutionen og Napoleon
- Louis-René Levassor de Latouche Tréville (1745–1804). Var aktiv under den amerikanske uafhængighedskrig og stod i spidsen for dens franske flådes forberedelser til den planlagte invasion af England
- Louis Thomas Villaret de Joyeuse (1750-1812). Var aktiv i den amerikanske uafhængighedskrig og blev i den franske flåde efter revolutionen.
- Étienne Eustache Bruix (1759-1805). Blev smidt ud af flåden i 1794 fordi han var adelig, men vendte tilbage og blev en af Napoleons mest betroede officerer.
- Armand Blanquet du Chayla (1759–1826). Mest kendt som næstkommanderende for den flåde, der tabte til Nelson ved Abukir.
- Aristide Aubert Du Petit Thouars (1760-1798). Faldt i slaget ved Abukir.
- Luc-Julien-Joseph Casabianca (1762–1798). Blev også dræbt i slaget ved Abukir.
- Pierre-Charles-Jean-Baptiste-Silvestre de Villeneuve (1763–1806). Kommanderede den fransk-spanske flåde i nederlaget ved Trafalgar.
- Robert Surcouf (1773-1827). Blev en rig mand ved at plyndre engelske skibe, specielt i det Indiske Ocean.
- Guy-Victor Duperré (1775–1846). Ledede den franske flåde, der slog den britiske ved Mauritius i 1810.
- Pierre Bouvet (1775–1860). Kæmpede blandt andet i det Indiske Ocean i kampagnen i 1810.

### Opdagelsesrejsende
- Samuel de Champlain (cirka 1580-1635). Udforskede store områder i Nordamerika, i det nuværende Canada.
- Pierre Le Moyne d'Iberville (1661-1706). Udforskede områder ved Hudson Bay, Newfoundland og Louisiana.
- Louis-Antoine, comte de Bougainville (1729-1811). Ledede den første franske jordomsejling, 1766-69.
- Jean François de Galaup, comte de La Pérouse (1741–1788?). Stod i spidsen for en ekspedition til Stillehavet og forliste med begge sine skibe.
- Antoine Raymond Joseph de Bruni d'Entrecasteaux (1739-1793). Udforskede kysterne omkring Australien og Tasmanien, hvor flere lokaliteter er opkaldt efter ham.
- Nicolas Thomas Baudin (1754–1803). Blev sendt til Australien år 1800 for at udforske kysterne, og døde på hjemturen.
- Louis Claude de Saulces de Freycinet (1779–1842). Deltog i flere ekspeditioner, og stod i spidsen for én til Stillehavet og Sydatlanten 1817-20.
- Jules Sébastien César Dumont d'Urville (1790–1842). Ledede to ekspeditioner til Stillehavet og Sydatlanten 1826-29 og 1837-40, og nåede på sin anden rejse frem til Antarktis.
- Ernest Marc Louis de Gonzague Doudart de Lagrée (1823-1868). Ledede den franske Mekong-ekspedition 1866-68 og døde undervejs.
- Marie Joseph François (Francis) Garnier (1839-1873). Var med på Mekong-ekspeditionen, overtog ledelsen i 1868, og førte den op gennem Kina til Shanghai i 1870.
- Pierre Paul François Camille Savorgnan de Brazza (1852-1905). Udforskede Centralafrika, hvor Brazzaville er opkaldt efter ham.
- Jacques-Yves Cousteau (1910–1997). Havforsker og dykker, som ofte fik filmatiseret sine ekspeditioner.

### Nyere tid
- Anatole-Amédée-Prosper Courbet (1827–1885). Besejrede den kinesiske flåde flere gange under den fransk-kinesiske krig 1884-85. Døde af kolera under krigen.
- Pierre Loti (pseudonym for Julien Viaud) (1850-1923). Søofficer og forfatter.
- Paul Marcel Teste (1892-1925). Flådepilot, der foretog den første franske landing på et hangarskib.
- Éric Tabarly (1931–1998). Søofficer og sejlsportsmand. Vandt to gange den transatlantiske solosejlads (OSTAR). Druknede under en kapsejlads.

## Eksterne kilder
- Engelsk version af den franske flådes officielle hjemmeside (engelsk)
- Alabordache Arkiveret 29. oktober 2020 hos  Wayback Machine Aktuelle begivenheder i den franske flåde (fransk)
- BigBadBattleships.com Arkiveret 29. november 2020 hos  Wayback Machine Franske slagskibe og krydsere 1850-1916: Glimrende illustrationer og bramfrie kommentarer om fransk skibsbygning. (engelsk)
- French Fleet Air Arm Arkiveret 28. december 2005 hos  Wayback Machine, om fransk marineflyvning. (engelsk)
- net marine Arkiveret 25. februar 2011 hos  Wayback Machine, en veldokumenteret database om den franske flåde. (fransk)
- Den franske flåde i 1. verdenskrig Arkiveret 28. marts 2010 hos  Wayback Machine (engelsk)
- Le fougueux Arkiveret 21. oktober 2020 hos  Wayback Machine Om patruljebåden P641 Le Fougueux, der forsøges bevaret. (engelsk)
- Informationsfil om den franske flåde (Webside ikke længere tilgængelig). (engelsk)